# 하느님의 어린 양

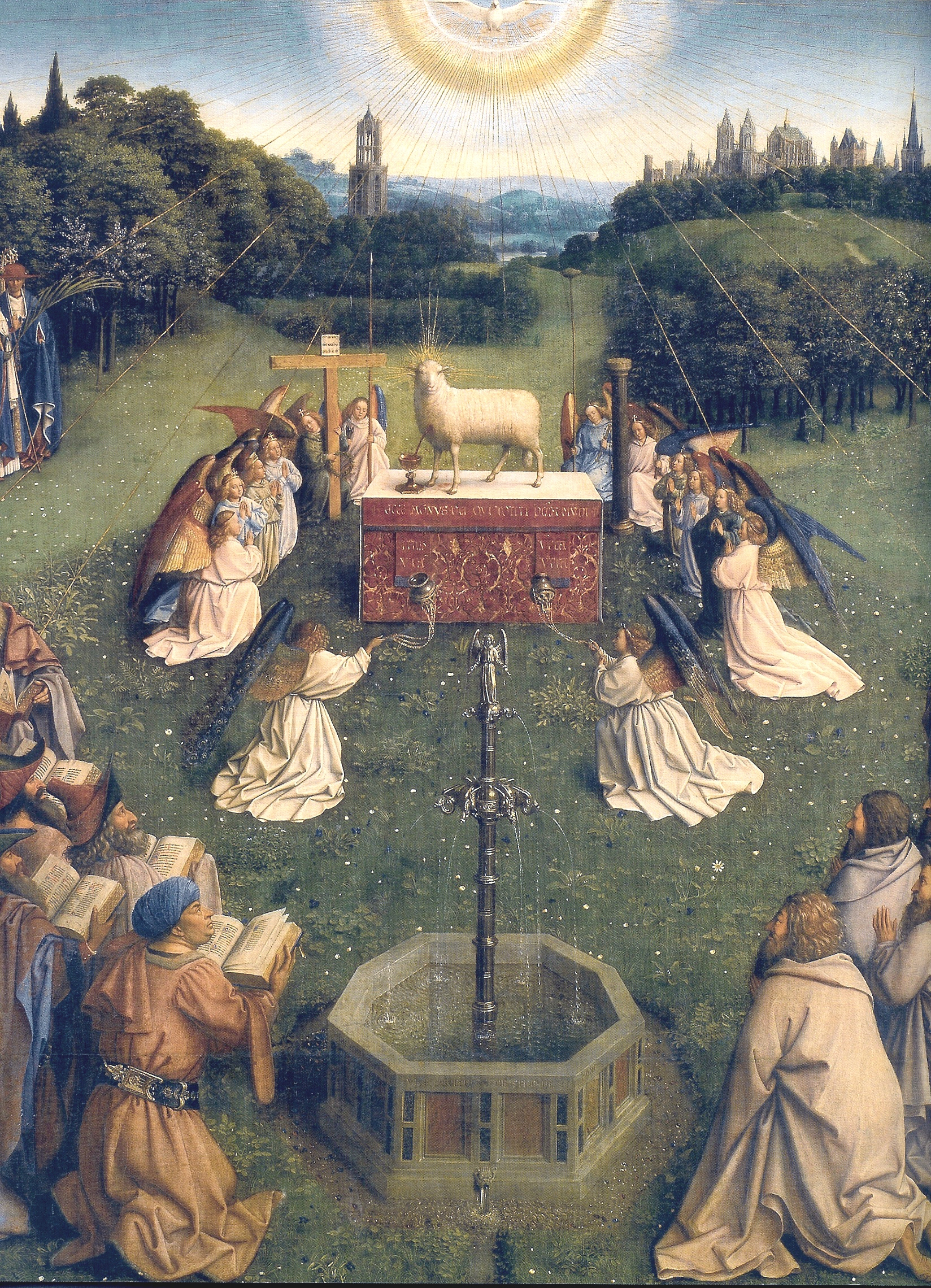
하느님의 어린양, Jan van Eyck, c. 1432

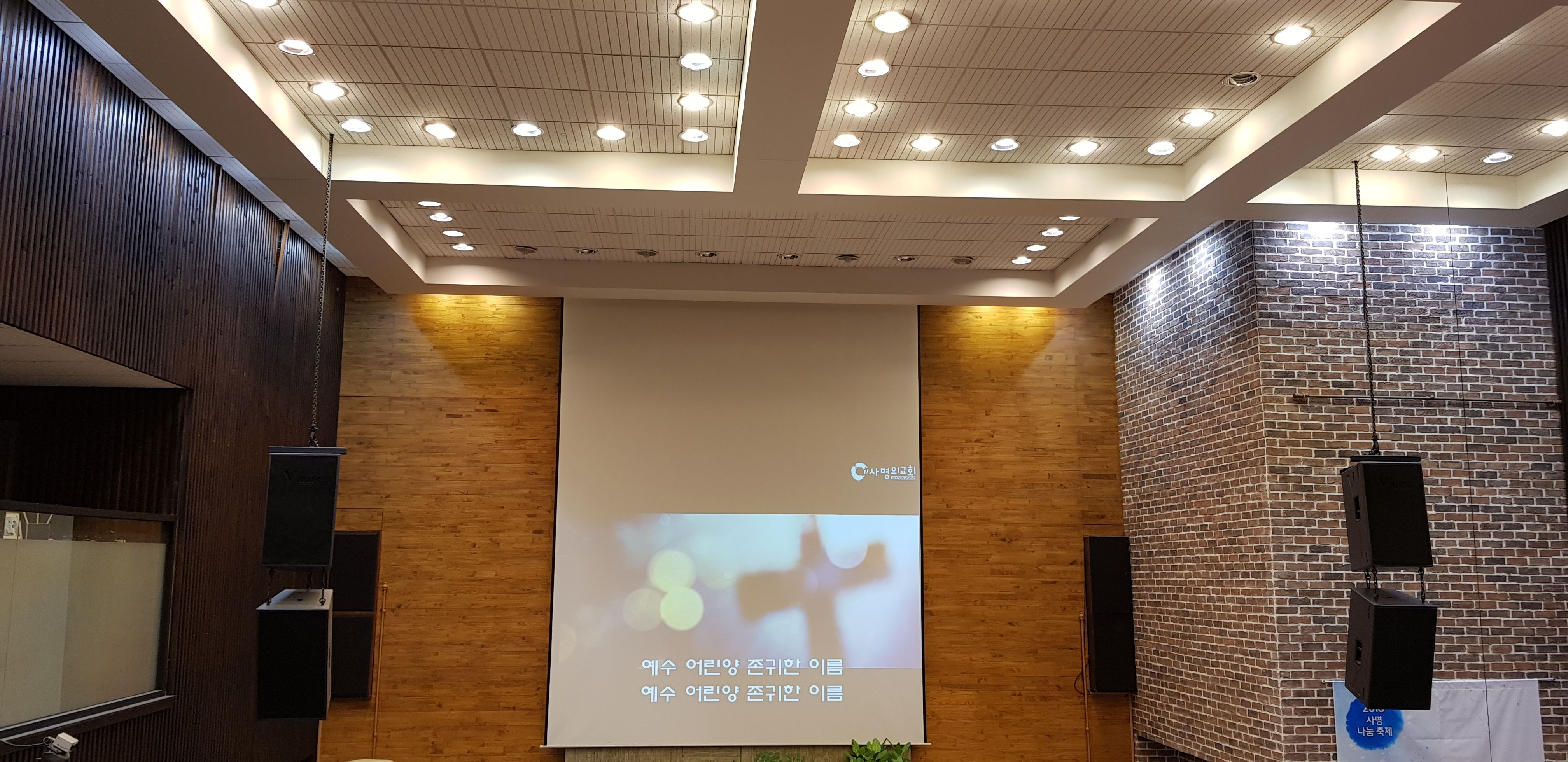
예수 그리스도에 대한 존귀한 존칭으로 하느님의 어린양

하느님의 어린양, 또는 하느님의 어린 양(라틴어: Agnus Dei 아뉴스 데이[*])은 미사와 감사성찬례 등에서 쓰이는 미사통상문의 일부다.
기독교의 신학적 관점으로는 하느님에게 바쳐지는 거룩한 제물인 예수, 인간의 구원을 위한 희생 제사의 제물이자 세상의 죄를 없애는 그리스도인 예수를 뜻하는 단어이기도 하다.

## 가사
Agnus Dei, Qui tolis peccata mundi, Miserere nobis.

Agnus Dei, Qui tolis peccata mundi, Miserere nobis.

Agnus Dei, Qui tolis peccata mundi, Dona nobis pacem.

하느님의 어린양, 세상의 죄를 없애시는 주님, 자비를 베푸소서.

하느님의 어린양, 세상의 죄를 없애시는 주님, 자비를 베푸소서.

하느님의 어린양, 세상의 죄를 없애시는 주님, 평화를 주소서. 

아뉴스 데이의 유래로는, 교황이 트룰로 공의회의 "하느님의 어린 양"이라는 말을 쓰지 않기로 한 결정에 반발하여 미사경문에 넣은 것으로 알려지며, 마지막 "평화를 주소서" 부분은 꽤 후대에 첨가된 것으로 알려지고 있다.

## 교파별 선호도
로마 가톨릭교회의 미사에서는 하느님의 어린양이 마지막 고유미사문의 이름으로도 쓰인다. 성공회 감사성찬례에서는 성찬전례 집전시 사제가 예수의 거룩한 몸인 면병을 나눔으로써 기독교인들은 서로 생각과 환경은 다르지만, 그리스도안에서 한 몸을 이루고 있음을 깨우치게 하는 성찬의 나눔 다음에 하느님의 어린양을 부르며, 루터회에서는 목사의 성만찬 인도 전후에 상투스(Sanctus), 시므온의 노래(Nunc dimittis)등과 함께 하느님의 어린양을 부른다.

## 같이 보기
- 예수
- 그리스도
- 하느님